# Honda NHX-110

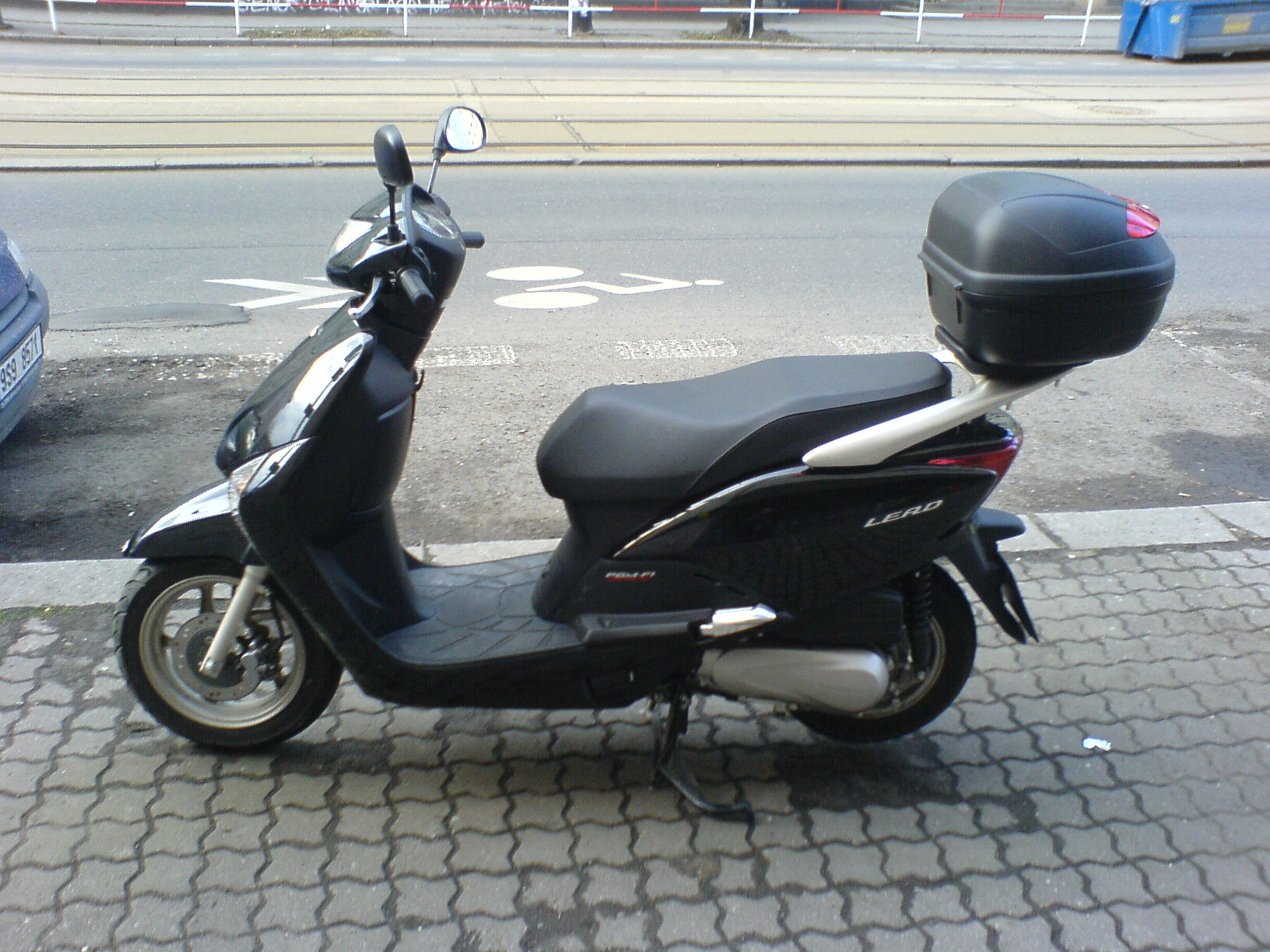
Honda Lead NHX-110

Honda Lead NHX-110 je skútr vyráběný japonskou firmou Honda od roku 2008. Je to nástupce modelu Lead SCV-100.

## Motor
O pohon se stará čtyřtaktní ležatý jednoválec o zdvihovém objemu 108 ccm chlazený vodou. Výkon je 6,6 kW při 7500 ot./min. Maximální rychlost je elektronicky omezena na 80 km/h. Palivo dodává elektronický systém PGM-FI, na rozdíl od předchozího modelu SCV-100, kde byl klasický karburátor.

## Brzdy
Vpředu kotoučová jednopístková hydraulická (průměr kotouče 190 mm) a vzadu mechanická bubnová. Obě brzdy jsou spojeny duálním systémem CBS, kdy při brzdění zadní brzdou přibrzďuje i přední. Přední brzda jde použít samostatně, zadní nikoliv. To je další rozdíl oproti předchozímu modelu.

## Odpružení
Vpředu klasická kapalinová teleskopická vidlice a vzadu pouze jedna tlumící jednotka na levé straně.

## Kola
Oproti předchůdci SCV-100, kde byla obě kola o průměru 10 palců, bylo přední kolo zvětšeno na průměr 12 palců. Rozdílem jsou také ráfky z lehké slitiny oproti plechovým.

## Zavazadlový prostor
Úložné prostory jsou dosti velkorysé. Pod sedlem se nachází prostor o rozměrech 65×29×20 cm (d.-š.-v.), což odpovídá zhruba 37 litrům. Dále je pod řídítky malá schránka na drobnosti o rozměrech 30×17×10 cm.

## Spotřeba paliva
Spotřeba paliva se pohybuje mezi 2,3 až 2,7 l na 100 km. Na 6,5litrovou nádrž se tedy dá ujet 240 až 280 km. Záleží na zátěži a okolní teplotě.